# 2011-es magyar rövidpályásgyorskorcsolya-bajnokság
2011. január 22. és január 23. között rendezték a rövidpályás gyorskorcsolya országos bajnokságot a budapesti Gyakorló Jégcsarnokban. A címvédő Huszár Erika sérülés miatt, Keszler Andrea betegsége miatt, Darázs Péter pedig egyetemi tanulmányai miatt nem indult az ob-n. Darázs Rózsa is indult a versenyen, sőt be is jutott az 1 500 m fináléjába, de egyetemi elfoglaltsága miatt nem tudott a további küzdelmeken részt venni.
A női váltók versenyében az SZKE-TDKE-PKSE vegyescsapat győzött, megelőzve a Jászberényi SE-t és a Sportország SC-t. A férfiaknál a PKSE-Főnix-SZKE vegyes gárda nyert, másodikként és harmadikként pedig a Sportország SC két váltója ért célba.

## Versenyszámok

### Férfiak

#### Összetett
| #  | Sport- egyesület | Név                | pont | helyezés | helyezés   | helyezés   | helyezés                   |
| #  | Sport- egyesület | Név                | pont | 500 m-en | 1 000 m-en | 1 500 m-en | 3 000 m-es szuper döntőben |
| -- | ---------------- | ------------------ | ---- | -------- | ---------- | ---------- | -------------------------- |
|    | PKSE             | Knoch Viktor       | 89   | 12       | 1          | 1          | 2                          |
|    | PKSE             | Burján Csaba       | 76   | 3        | 4          | 2          | 1                          |
|    | SPCE             | Béres Bence        | 73   | 2        | 2          | 5          | 3                          |
| 4  | SPSC             | Liu Shaolin Sándor | 34   | 16       | 3          | 3          | 6                          |
| 5  | SPSC             | Lóth Dávid Manó    | 26   | 2        | 6          | 12         | 5                          |
| 6  | FŐNIX            | Nagy Konrád        | 17   | 4        | 7          | 4          | 8                          |
| 7  | SPSC             | Varnyú Alex        | 11   | 6        | 8          | 6          | 4                          |
| 8  | SZKE             | Oláh Bence         | 7    | 5        | 5          | 7          | 7                          |
| 9  | SPSC             | Szilvai Zoltán     |      | 7        | 10         | 9          |                            |
| 10 | SPSC             | Husz Norbert Ernő  |      | 13       | 9          | 8          |                            |
| 11 | SPSC             | Liu Shaoang        |      | 8        | 12         | 10         |                            |
| 12 | SZKE             | Farkas Tamás       |      | 10       | 11         | 11         |                            |
| 13 | SPSC             | Bozsonyik Adrián   |      | 9        | 13         | 13         |                            |
| 14 | TKKSE            | Cakó Dávid         |      | 11       | 14         | 15         |                            |
| 15 | SPSC             | Vígh Dominik       |      | 14       | 15         | 14         |                            |

#### 500 m
| # | Sport- egyesület | Név             | Legjobb idő |
| - | ---------------- | --------------- | ----------- |
|   | SPSC             | Béres Bence     |             |
|   | SPSC             | Lóth Dávid Manó |             |
|   | PKSE             | Burján Csaba    |             |

#### 1000 m
| #  | Sportegyesület | Név                | Legjobb idő |
| -- | -------------- | ------------------ | ----------- |
|    | PKSE           | Knoch Viktor       | 1:32,086    |
|    | SPSC           | Béres Bence        | 1:32,182    |
|    | SPSC           | Liu Shaolin Sándor | 1:33,559    |
| 4  | PKSE           | Burján Csaba       | 1:35,947    |
| 5  | SZKE           | Oláh Bence         | 1:36,672    |
| 6  | SPSC           | Lóth Dávid Manó    | 1:36,223    |
| 7  | FŐNIX          | Nagy Konrád        | 1:32,802    |
| 8  | SPSC           | Varnyú Alex        | 1:36,882    |
| 9  | SPSC           | Husz Norbert Ernő  | 1:39,257    |
| 10 | SPSC           | Szilvai Zoltán     | 1:38,036    |
| 11 | SZKE           | Farkas Tamás       | 1:39,208    |
| 12 | SPSC           | Liu Shaoang        | 1:41,018    |
| 13 | SPSC           | Bozsonyik Adrián   | 1:39,546    |
| 14 | TKKSE          | Cakó Dávid         | 1:41,742    |
| 15 | SPSC           | Vígh Dominik       | 1:44,632    |

#### 1500 m
| # | Sport- egyesület | Név                | Legjobb idő |
| - | ---------------- | ------------------ | ----------- |
|   | PKSE             | Knoch Viktor       |             |
|   | PKSE             | Burján Csaba       |             |
|   | SPSC             | Liu Shaolin Sándor |             |

#### 3000 m-es szuperdöntő
| # | Sport- egyesület | Név                | Legjobb idő |
| - | ---------------- | ------------------ | ----------- |
|   | PKSE             | Burján Csaba       | 5:04,550    |
|   | PKSE             | Knoch Viktor       | 5:04,794    |
|   | SPSC             | Béres Bence        | 5:07,320    |
| 4 | SPSC             | Varnyú Alex        | 5:07,581    |
| 5 | SPSC             | Lóth Dávid Manó    | 5:10,415    |
| 6 | SPSC             | Liu Shaolin Sándor | 5:34,269    |
| 7 | SZKE             | Oláh Bence         | 5:42,875    |
| 8 | FŐNIX            | Nagy Konrád        | 6:32,659    |

#### 5 000 m-es váltó
| # | Sport- egyesület | A váltó tagjainak neve                                           | Legjobb idő |
| - | ---------------- | ---------------------------------------------------------------- | ----------- |
|   | PKSE–FŐNIX–SZKE  | Oláh Bence, Burján Csaba, Knoch Viktor, Nagy Konrád              | 7:21,037    |
|   | Sportország SC   | Béres Bence, Lóth Dávid Manó, Liu Shaolin Sándor, Varnyú Alex    | 7:21,410    |
|   | Sportország SC   | Husz Norbert Ernő, Szilvai Zoltán, Bozsonyik Adrián, Liu Shaoang | 7:40,784    |

### Nők

#### Összetett
| #  | Sport- egyesület | Név                    | pont | helyezés | helyezés   | helyezés   | helyezés                   |
| #  | Sport- egyesület | Név                    | pont | 500 m-en | 1 000 m-en | 1 500 m-en | 3 000 m-es szuper döntőben |
| -- | ---------------- | ---------------------- | ---- | -------- | ---------- | ---------- | -------------------------- |
|    | SPSC             | Heidum Bernadett       | 141  | 1        | 1          | 1          | 1                          |
|    | SZKE             | Lajtos Szandra         | 84   | 2        | 2          | 2          | 2                          |
|    | SZKE             | Kónya Zsófia           | 34   | 2        | 5          | 3          | 4                          |
| 4  | SPSC             | Dénes Veronika         | 26   | 9        | 3          | 13         | 3                          |
| 5  | SPSC             | Antal Zsófia           | 21   | 4        | 6          | 4          | 5                          |
| 6  | PKSE             | Tóth Tímea             | 8    | 6        | 8          | 5          | 6                          |
| 7  | SPSC             | Tóth Patrícia          | 8    | 10       | 4          | 7          |                            |
| 8  | JSE              | Kercsó-Magos Zsuzsanna |      | 5        | 7          | 8          |                            |
| 9  | JSE              | Kis Virág              |      | 7        | 9          | 9          |                            |
| 10 | JSE              | Szalkai Kitti          |      | 8        | 10         | 10         |                            |
| 11 | JSE              | Darázs Rózsa           |      | 13       | 13         | 6          |                            |
| 12 | TDKE             | Keszler Andrea         |      | 13       | 13         | 11         |                            |

#### 500 m
| # | Sport- egyesület | Név              | Legjobb idő |
| - | ---------------- | ---------------- | ----------- |
|   | SPSC             | Heidum Bernadett |             |
|   | SZKE             | Lajtos Szandra   |             |
|   | SZKE             | Kónya Zsófia     |             |

#### 1000 m
| #  | Sport- egyesület | Név                    | Legjobb idő |
| -- | ---------------- | ---------------------- | ----------- |
|    | SPSC             | Heidum Bernadett       | 1:35,428    |
|    | SZKE             | Lajtos Szandra         | 1:37,249    |
|    | SPSC             | Dénes Veronika         | 1:35,803    |
| 4  | SPSC             | Tóth Patrícia          | 1:39,244    |
| 5  | SZKE             | Kónya Zsófia           | 1:35,847    |
| 6  | SPSC             | Antal Zsófia           | 1:41,675    |
| 7  | JSE              | Kercsó-Magos Zsuzsanna | 1:47,248    |
| 8  | PKSE             | Tóth Tímea             | 1:45,984    |
| 9  | JSE              | Kis Virág              | 1:48,688    |
| 10 | JSE              | Szalkai Kitti          | 1:58,786    |

#### 1500 m
| # | Sport- egyesület | Név              | Legjobb idő |
| - | ---------------- | ---------------- | ----------- |
|   | SPSC             | Heidum Bernadett |             |
|   | SZKE             | Lajtos Szandra   |             |
|   | SZKE             | Kónya Zsófia     |             |

#### 3 000 m-es szuperdöntő
| # | Sport- egyesület | Név              | Legjobb idő  |
| - | ---------------- | ---------------- | ------------ |
|   | SPSC             | Heidum Bernadett | 5:36,759     |
|   | SZKE             | Lajtos Szandra   | 5:46,885     |
|   | SPSC             | Dénes Veronika   | 5:48,005     |
| 4 | SZKE             | Kónya Zsófia     | 5:55,389     |
| 5 | SPSC             | Antal Zsófia     | 6:01,480     |
| 6 | PKSE             | Tóth Tímea       | 6:08,755     |
|   | SPSC             | Tóth Patrícia    | visszalépett |

#### 3 000 m-es váltó
| # | Sport- egyesület | A váltó tagjainak neve                                         | Legjobb idő |
| - | ---------------- | -------------------------------------------------------------- | ----------- |
|   | SZKE–TDKE–PKSE   | Kónya Zsófia, Lajtos Szandra, Tóth Tímea, Keszler Andrea       | 4:33,784    |
|   | Jászberényi SE   | Kis Virág, Szalkai Kitti, Kercsó-Magos Zsuzsanna, Darázs Rózsa | 4:52,204    |
|   | Sportország SC   | Heidum Bernadett, Tóth Patrícia, Dénes Veronika, Antal Zsófia  | 4:58,866    |